# Иваницкий, Александр Борисович
Александр Борисович Иваницкий (14 (26) февраля 1811 — 25 ноября (7 декабря) 1872) — русский горный инженер, генерал-майор Корпуса горных инженеров.

## Происхождение
Родился 14 (26) февраля 1811 года в семье Бориса Ивановича Иваницкого (1777—1853), который выслужил чин обер-берггауптмана 5-го класса и закончил свою службу в должности начальника архива Департамента горных и соляных дел. Отец был дважды женат; о первой сведений нет, вторая, с 1 сентября 1822 года — дочь маклера Рената-Каролина Яковлевна Бенкен (1795—27.05.1857, Барнаул). В первом браке родились: Софья — была замужем за Адамом Андреевичем Фишером; Александр (1811—1872); Андрей (1813—1891), Иван (1815—21.05.1856) и Евгений (1818—1886); Пётр (07.07.1819—?), Владимир (04.01.1822—?). Андрей и Евгений, как и их старший брат, стали горными инженерами. Во втором браке родились: Ольга (22.06.1823—?), Надежда (03.10.1824—?), Юлия (27.06.1827—?), Елизавета (14.02.1832—10.05.1859).

## Биография
Выпущен из Горного кадетского корпуса и определён на службу в Луганский горный округ 1 января 1831 года. В 1834 году был отправлен в Силезию для практического изучения доменного производства и горного дела; после возвращения, заведовал отливкой мелких изящных вещей и эмалированной посуды на Луганском заводе. Служба Иваницкого в этом округе продолжалась до 1848 года и за это время ему пришлось исполнять многие поручения: в частности, он производил геогностические обзоры Луганского округа (1837 и 1839), осматривал месторождения железных руд в Бахмутском округе и т. п.
В 1839 году он был командирован в Англию для ознакомления со способами добычи каменного угля и железным производством на минеральном топливе. В 1842 году ему было поручено установить разработку антрацита в области Войска Донского и вскоре он был назначен управляющим Лисичанскими каменноугольными копями. В 1845—1846 годах Иваницкому было поручено составить заключение о предполагавшемся устройстве в Керчи доменного стального и рельсового завода.
В 1845 году он был назначен для особых поручений к наместнику Кавказскому и в том же году князь M. C. Воронцов, знакомый уже с деятельностью Иваницкого, назначил его управляющим горной частью на Кавказе и за Кавказом. Энергичный и деятельный, А. Б. Иваницкий много способствовал развитию горного промысла на Малом Кавказе. За его управление возникло до 7 новых крупных частных заводов (в том числе Кедабекский).
Но главной заслугой Иваницкого стало устройство казённого Алагирского завода в Осетии для выплавки серебра и свинца. Вскоре после вступления в управление горной частью Кавказа, Иваницкий представил наместнику соображение о возможности устроить на Садокском месторождении серебросвинцовых руд завод для ежегодной выплавки до 100 пудов серебра и до 35 тысяч пудов свинца. Князь Воронцов согласился с этим мнением и поручил Иваницкому составить проект завода. В 1850 году из переселенцев с Алтайских, Уральских и Луганского заводов была основана близ Ардонского ущелья горная станица и началось устройство Алагирского завода, для соединения которого с рудником была проведена на протяжении 36 верст отличная дорога. Завод, построенный в виде небольшой крепости, открыл свое действие в присутствии наместника 21 мая 1853 года. Из первой опытной плавки был получен слиток серебра в 26 фунтов 48 золотников, поднесенный императору, который повелел половину этого серебра употребить на приготовление сосуда для строившейся в Петергофе (у Бабьего-Гона) церкви, а из другой половины сделать сосуд для Исаакиевского собора. Не оставляя своей должности, 28 апреля 1850 года Иваницкий занял пост горного начальника Алагирского завода.
В 1857 году он был командирован кавказским наместником «по особым, весьма важным поручениям» в Париж и Лондон, а в 1862 году вновь ездил за границу с предложениями о переселении в Алагир горных мастеров с германских рудников.
Последние годы своей жизни он посвятил сельскому хозяйству на участке земли в Ставропольской губернии, близ с. Безопасного, Высочайше пожалованном ему за службу на Кавказе; 18 февраля 1866 года Иваницкий вышел в отставку. Стал одним из учредителей и ревностным деятелем Славянского благотворительного комитета.
С 1835 по 1853 год в Горном журнале была напечатана 21 специальная статья Иваницкого.
Умер 25 ноября (7 декабря) 1872 года в своём имении.

## Семья
П. Николаев писал: «Начальником горных инженеров на Кавказе был тогда полковник А. Б. Иваницкий, человек, бесспорно, с большими сведениями, рьяный славянофил, безобразный как Квазимодо, большой руки спорщик и вообще парень до крайности бойкий».
Имея не привлекательную внешность, он все-таки женился 22 февраля 1842 года — на дочери подполковника Анне Васильевне Косолаповой (ок. 1823 — 17.07.1903). У них родился сын Андрей (1844 — после 1917). Жена была похоронена на Никольском кладбище Александро-Невской лавры.